# Кольсар
Кольсар (перс. كلسر) — село в Ірані, у дегестані Касма, у Центральному бахші, шагрестані Совмее-Сара остану Ґілян. За даними перепису 2006 року, його населення становило 424 особи, що проживали у складі 117 сімей.

## Клімат
Середня річна температура становить 14,19 °C, середня максимальна – 28,08 °C, а середня мінімальна – -0,80 °C. Середня річна кількість опадів – 946 мм.
| Клімат поселення                              | Клімат поселення | Клімат поселення | Клімат поселення | Клімат поселення | Клімат поселення | Клімат поселення | Клімат поселення | Клімат поселення | Клімат поселення | Клімат поселення | Клімат поселення | Клімат поселення | Клімат поселення |
| Показник                                      | Січ.             | Лют.             | Бер.             | Квіт.            | Трав.            | Черв.            | Лип.             | Серп.            | Вер.             | Жовт.            | Лист.            | Груд.            |                  |
| Середній максимум, °C                         | 9,05             | 9,71             | 12,02            | 17,69            | 22,18            | 25,42            | 28,08            | 27,89            | 23,70            | 20,92            | 16,39            | 11,84            |                  |
| Середня температура, °C                       | 4,13             | 4,78             | 7,09             | 12,79            | 17,25            | 20,49            | 23,90            | 23,72            | 19,53            | 16,70            | 12,22            | 7,66             |                  |
| Середній мінімум, °C                          | −0,8             | −0,14            | 2,16             | 7,85             | 12,32            | 15,56            | 19,74            | 19,56            | 15,36            | 12,57            | 8,05             | 3,49             |                  |
| Норма опадів, мм                              | 98               | 76               | 75               | 51               | 41               | 26               | 18               | 45               | 99               | 152              | 133              | 132              |                  |
| Середньомісячна швидкість вітру, м/с          | 2.23             | 2.40             | 2.40             | 2.30             | 2.30             | 2.62             | 2.58             | 2.40             | 2.20             | 2.10             | 2.10             | 2.06             |                  |
| Середньомісячна сонячна радіація, кДж/м²·день | 6780             | 8981             | 11089            | 15814            | 20091            | 22756            | 23607            | 19957            | 16281            | 11018            | 8466             | 6501             |                  |
| --------------------------------------------- | ---------------- | ---------------- | ---------------- | ---------------- | ---------------- | ---------------- | ---------------- | ---------------- | ---------------- | ---------------- | ---------------- | ---------------- | ---------------- |
| Джерело:                                      |                  |                  |                  |                  |                  |                  |                  |                  |                  |                  |                  |                  |                  |